# Sogerianthe
Sogerianthe es un género con siete especies de arbustos pertenecientes a la familia Loranthaceae.

## Taxonomía
El género fue descrito de Nueva Guinea. Fue descrita por Benedictus Hubertus Danser  y publicado en Verhandelingen der Koninklijke Nederlandsche Akademie van Wetenschappen. Afdeeling Natuurkunde; Tweede Sectie  2. 29(6): 106 en el año 1933. La especie tipo es Sogerianthe sogerensis (S.Moore) Danser.

## Especies
- Sogerianthe cupuliformis
- Sogerianthe ferruginea
- Sogerianthe sesailiflora
- Sogerianthe sessiliflora
- Sogerianthe sogerensis
- Sogerianthe trilobobractea
- Sogerianthe versicolor[3]